# DevelsteinCollege
Het DevelsteinCollege is een christelijke scholengemeenschap voor voortgezet onderwijs in de Nederlandse plaats Zwijndrecht en is een van de grootste middelbare scholen in de Zwijndrechtse waard. De school is vernoemd naar het voormalig kasteel Develstein. Het is ontstaan als een dependance van het Christelijk Lyceum (dat later is opgegaan in de fusieschool het Insula College) aan het Halmaheiraplein te Dordrecht.

## Niveaus en locatie
Op het DevelsteinCollege wordt lesgegeven op het niveau van leerwegondersteunend onderwijs tot en met gymnasium. Het gymnasiumniveau wordt sinds het schooljaar 2005/2006 onderwezen; in het schooljaar 2011/2012 deed de eerste lichting gymnasium eindexamen. Op de hoofdvestiging aan de Develsingel zijn de afdelingen vmbo-t, havo en vwo. Op het Loket aan de Laurensvliet zijn de afdelingen vmbo-b en vmbo-k gevestigd.

## Vestigingen
Het DevelsteinCollege heeft twee vestigingen: de hoofdvestiging aan de Develsingel in Zwijndrecht en de nevenvestiging het Loket aan de Burgemeester Jansenlaan. De hoofdvestiging bestaat sinds 2006 uit een Juniorcollege dat toen is gebouwd voor de eerste en tweede klassen, zodat zij aan de middelbare school kunnen wennen. Ook werd het oude gedeelte van de hoofdvestiging grondig verbouwd met een verbouwde vleugel voor de bètavakken. Voor de bètavakken werd een bètalab op het dak van de school gebouwd. Het Loket is een locatie waar beroepsonderwijs wordt gegeven; het gebouw is in 2008 gebouwd en daarvoor stond er een locatie van het DevelsteinCollege. Het Loket is ontstaan uit een samenwerking tussen de drie mbo-onderwijsinstellingen van Zwijndrecht, te weten het Da Vinci College, het Walburg College en het DevelsteinCollege.

## Gymnasium[1]
Het Develsteincollege geeft leerlingen de mogelijkheid om vanaf de brugklas de brede vwo-opleiding, het gymnasium, te volgen. Leerlingen krijgen hierbij de extra vakken Latijn en klassieke culturele vorming vanaf de brugklas. In het tweede leerjaar krijgen de gymnasiasten ook het vak Grieks. De leerlingen hebben minder lesuren voor andere vakken om de uren van de klassieke vakken in het rooster te kunnen verwerken. Dit betekent dat de gymnasiasten zelfstandig moeten kunnen werken om met minder lesuren evenveel stof te kunnen verwerken. De gymnasiasten bezoeken verschillende klassieke musea om zo ook meer over de oudheid te leren.
Het gymnasiumonderwijs heeft een bijzondere positie binnen het vwo met een eigen plaats en sfeer. Het Lokaal 213 op de tweede verdieping is dan ook gereserveerd voor de klassieke vakken. Dit lokaal is uitgerust met een podium en verschillende klassieke beelden. 
Eens per schooljaar geven tijdens de gymnasiumdag leerkrachten workshops over de Grieks-Romeinse wereld. De dag wordt afgesloten met een quiz en de gymnasiasten met de hoogste score worden geselecteerd om het DevelsteinCollege te vertegenwoordigen op de Ken-Je-Klassiekenquiz.
In de bovenbouw gaan de gymnasiasten op werkweek naar Rome of Griekenland.

## Prijzen
| Naam prijs                                                                          | Jaar | Plaats |
| ----------------------------------------------------------------------------------- | ---- | ------ |
| Beste schoolkrantwebsite van Nederland                                              | 1999 | 1      |
| Schoolkrantprijs 'Beste interview 2008'                                             | 2008 | 1      |
| Gouden steunpilaar voortgezet onderwijs (Gewonnen door conciërge Frank Waterschoot) | 2011 | 1      |
| RemixIt                                                                             | 2012 | 1      |

1. ↑  In 1999 won de website van de schoolkrant De Doedel op de Nationale Schoolkrantdag op de Vrije Universiteit in Amsterdam de prijs voor de beste schoolkrantwebsite van Nederland.
2. ↑  Op 5 april 2008 won schoolkrant De Doedel de schoolkrantprijs voor 'Beste Interview 2008'.

## Bekende oud-leerlingen
- Peter van Dalen (1958), ambtenaar en politicus
- Monica Geuze (1995), vlogster en diskjockey
- Michiel Grauss (1970), ambtenaar en politicus